# Мон, Рекс
Рекс Мон (англ. Rex Maughan) — основатель и председатель совета директоров Форевер Ливинг Продактс, создатель Terry Labs, филантроп. Рекс Мон присутствует в списке самых богатых людей мира по версии Форбс за 2002 год под номером 368 с чистым капиталом в $600 000 000.
Рекс Мон родился шестым ребёнком в семье фермера на ранчо в Сода Спрингс, в штате Айдахо и некоторое время был священником на островах Самоа. Рекс встретил свою жену Рут во время учёбы в Университете Бригама Янга, будучи её тренером по теннису. Вскоре они поженились и после того, как Рут получила степень бакалавра в дошкольном образовании, пара переселилась в Аризону, где Рекс получил степень бакалавра в финансах в 1962 году в Университете штата Аризона.
С самого начала своей рабочей карьеры Рекс Мон активно инвестировал в земельные владения, даже в то время, когда он работал простым бухгалтером. Спустя некоторое время Рекс Мон перешёл на работу в Del Webb, где в течение 13 лет вырос до уровня вице-президента компании, занимаясь строительством. Все это время Рекс Мон продолжал инвестировать, создавая капитал для будущей компании.
В 1978 году Рекс Мон создал компанию Форевер Ливинг Продактс по производству и продаже продуктов из Алоэ Вера, которая в течение 30 лет выросла в компанию с оборотом в $2500 000 000 и в 2006 году вошла в список самых больших частных компаний мира по версии Форбс под номером 340.
Рекс и Рут Мон имеют 3 детей и 12 внуков и проживают в Скотсдейле, пригороде Феникса, столицы штата Аризона, там, где и расположена штаб-квартира, созданной Рексом Моном компании.